# Nosodendron latum
Nosodendron latum är en skalbaggsart som beskrevs av Endrödy-younga 1991. Nosodendron latum ingår i släktet Nosodendron och familjen almsavbaggar. Inga underarter finns listade i Catalogue of Life.